# 蟻俠與黃蜂女：擊戰特攻！
蟻俠與黃蜂女：擊戰特攻！（英語：Ant-Man and The Wasp: Nano Battle!）是一個位於香港迪士尼樂園明日世界內的遊樂設施，在2019年3月31日開幕。設施取材自漫威漫畫英雄蟻俠與黃蜂女及電影《蟻俠2：黃蜂女現身》，由「巴斯光年星際歷險」改建而成。玩法同軌道設計與前身的遊樂設施相近。

## 故事
「蟻俠與黃蜂女：擊戰特攻！」發生在明日世界的「史塔克科技展」，故事緊扣「鐵甲奇俠飛行之旅」。
九頭蛇襲擊香港史塔克大樓的同時，阿尼姆·索拉及其機械蟲軍團入侵科技展的「神盾局科技館」，試圖偷取收藏於館內數據核心儲存了的神盾局高度機密研究資料。
鋼鐵人聯絡「蟻人」史考特·朗恩與「黃蜂女」荷普·汎戴茵前來協助，因為他們可以利用皮母粒子缩小，潛入機械蟲機體內將其摧毀。但機械蟲數量眾多，蟻人與黃蜂女急需援手，他們號召身處神盾局科技館的賓客一同作戰，協助延緩機械蟲的攻擊進度，合力保護數據核心。

## 發展

### 製作
「蟻俠與黃蜂女：擊戰特攻！」取材自電影《蟻人與黃蜂女》，導演派頓·瑞德特別為遊樂設施拍攝全新影片，演員保羅·路德及伊凡潔琳·莉莉亦回歸飾演「蟻俠」史考特·朗恩與「黃蜂女」荷普·汎戴茵。此外，香港著名女演員宣萱則飾演全新原創角色 - 神盾局科技館總工程師林樂詩（Leslie Lam）。

### 開幕禮
遊樂設施在2019年3月31日正式開幕，為了隆重其事，飾演「蟻俠」的荷里活影星保羅·魯特聯同漫威工作室主席凱文·費吉、《蟻俠》和《蟻人與黃蜂女》導演派頓·瑞德專程來到香港迪士尼樂園出席設施揭幕儀式。飾演神盾局科技館總工程師的香港藝人宣萱及香港特別行政區財政司司長陳茂波亦有出席開幕禮。

## 另見
- 鐵甲奇俠飛行之旅
- [蟻人與黃蜂女]]